# Louis Grandeau
Louis Grandeau, né à Pont-à-Mousson le 28 mai 1834 et mort à Interlaken (Suisse) le 22 septembre 1911, est un chimiste, agronome et chercheur forestier français.

## Biographie
Le jeune mussipontain Louis Grandeau suit des études secondaires dans sa ville natale. En 1855, il est préparateur de chimie à l'École secondaire médicale de Nancy. Il soutient une thèse de pharmacie en 1860. Ce travail lui permet d'entrer dans le laboratoire d'Henri Sainte-Claire Deville à l'École normale supérieure comme élève en chimie et assistant. En 1862, il soutient une thèse es sciences portant sur la présence de rubidium et de césium dans les eaux et les végétaux. Puis, glissant du camp de la chimie minérale à la physiologie et chimie (bio)organique, il devient l'assistant et collaborateur de Claude Bernard au Collège de France jusqu'en 1868. Entretemps, il obtient un doctorat en médecine en 1866.
Son intérêt pour la chimie agricole et sa bonne connaissance de l'allemand font que Victor Duruy l'envoie faire un stage post-doctoral en Prusse en 1867, à son retour, il rédige un rapport dans lequel il souligne qu'en France, les engrais chimiques ne sont pas assez utilisés et que les résultats de la science ne sont pas connus donc pas mis en pratique.
Il est nommé en 1868 à la chaire de chimie et physiologie appliquée à l'agriculture à la faculté des sciences de l'université de Nancy. Dès sa nomination, le professeur y crée en 1868, s'inspirant à la fois du modèle prussien et de la tradition expérimentale lorraine, une station agronomique de l'Est qui est un établissement privé, subventionné par les ministères de l'Agriculture et de l'Instruction publique. Dans sa propriété, il crée un laboratoire de chimie afin d'étudier les sols, les engrais, les eaux et les fourrages et il installe une station météorologique dans le jardin. Il se comporte en digne héritier de Henri Braconnot et de Jean-Baptiste Boussingault.
En 1871, l'École forestière de Nancy accueille Louis Grandeau avec sa chaire d'agriculture. En 1872, il participe à la fondation du laboratoire de recherche sur l'alimentation des chevaux, sous le patronage de la compagnie des petites voitures ou fiacres de Paris. La même année, un de ses élèves, A. Petermann part en 1872 refonder le laboratoire des sols de Gembloux en Belgique, dont il est patron jusqu'en 1900 avant de céder la place à M. Grégoire.
Une Société centrale d'agriculture de la Meurthe-et-Moselle, fondée par Mathieu de Dombasle et dont Louis Grandeau est président, lui permet d'expérimenter dans un terrain à Jarville. Il étudie la fertilisation en analysant les eaux de drainage à différents niveaux. En 1879, il transfère ses essais à Tomblaine dans une ferme appartenant à l'école pratique d'agriculture Mathieu-de-Dombasle créée ou fondée par arrêté le 31 octobre 1879. Grandeau y est nommé professeur, il fait installer par ses élèves des dispositifs lysimétriques afin d'analyser les eaux de drainage et la température des sols. Il expérimente aussi la culture du tabac près de la manufacture de Nancy. En 1881, fort de ses expériences dans cette fondation associative, il est nommé inspecteur général des stations agronomiques.
Le professeur à l'école forestière est doyen de la faculté des sciences de Nancy de 1878 à 1888.
En 1882, le professeur à l'école forestière participe à la création de la station de recherches forestières de Nancy. Son ancien élève, E. Henry, spécialiste des sols forestiers, prend sa chaire à l'école forestière en 1888.
À partir de 1888, ce membre du Conseil supérieur de l'agriculture revient très fréquemment à Paris. Il vient en 1894 au Conservatoire national des arts et métiers, prendre la chaire d'agriculture qu'il conserve jusqu'à sa mort. Il remplace Édouard Lecouteux décédé et garde la chaire jusqu'en 1910.
Après 1900, Louis Grandeau, accablé par l'âge et la maladie, restreint ses interventions. il assiste à des réunions, participe à de nombreuses commissions, mais ne produit plus de publications scientifiques essentielles, comme celles de 1868 à 1900 en agronomie, mises à part ses contributions didactiques ou journalistiques.

## Un grand chercheur agronome et forestier à Nancy
Ces recherches agronomiques menées à Nancy et sa périphérie, surtout entre 1872 à 1883, porte sur l'étude des relations entre le sol et la plante. Ces publications revalorisent le rôle de l'humus dans la nutrition végétale.
Dès 1868, Louis Grandeau se révèle en chercheur polyvalent. Il est à la fois observateur naturaliste dans ses inventaires et bilans, et le choix des sites et/ou des prélèvements, observateur forestier par sa gestion des écosystèmes, chimiste par son souci d'analyse des interactions minérales et enfin physiologiste.
Avec son collaborateur dévoué Paul Fliche, il se penche d'emblée sur la composition minérale des plantes, par exemple au niveau des feuilles, et des sols. Il étudie ainsi une esquisse de relation entre sols et plantes, et découvre des fonctions variables pour un même sol pour un même type de plante, ce qui induit l'existence de facteurs monospécifiques et plurispécifiques. La végétation forestière, tel que le pin, le châtaignier, le robinier, le merisier, le bouleau... est prise comme modèle. En 1868, Fliche et Grandeau procèdent à une remise en cause des végétations silicicoles. Il s'intéresse ensuite au rôle actif de la plante vis-à-vis des éléments minéraux du sol, et retrouve la valeur fertilisante des litières forestières, connues par les différents mondes paysans d'Europe occidentale.
Le rôle fondamental des matières organiques du sol pour la nutrition de la plante avait été postulé par Saussure et Sprengel. Dans ses Principes raisonnés d'agriculture, l'agronome allemand Thaer développait la théorie de l'humus, équivalent d'un principe actif. L'agriculture traditionnelle était confortée par cette approche, la bonne gestion de la fertilité des sols permettait à la fois les cultures et l'élevage. Une priorité à la matière organique, voire aux fumures organiques, parfois survalorisées, était la voie salutaire vers l'humus. Mais Liebig et Boussingault mettent dès 1840 en garde contre les excès de cette théorie simpliste en la mettant en question point par point. Ils considèrent que le monde minéral est prépondérant, en remarquant la présence de dioxyde de carbone, d'eau, de sels ammoniaqués, de phosphore, de calcium, de magnésium... Leurs partisans survalorisent les engrais chimiques. Le débat scientifique fait rage, Georges Ville, savant agronome du muséum naturel, préconise l'abandon du fumier, au grand désarroi du monde agricole traditionnelle.
Louis Grandeau, observateur modéré de ce débat parfois houleux, s'impose comme un homme de l'entre-deux, comme le montre son long article Chimie et physiologie appliquée à l'agriculture et à la sylviculture publié en 1878. Le rôle de l'humus est essentiel, il permet de garder l'eau et du coup de véhiculer les minéraux solubilisés dans l'eau, de permettre ou faciliter l'assimilation de l'azote, du phosphore... par les plantes et même de rendre assimilable les phosphates, les alcalis, les terres alcalines... Le pouvoir fertilisant de l'humus est bien une réalité  incontestable, comme le prouvent les chernozem des plaines russo-ukrainiennes, étudiés par Doukouchaev, fondateur de la pédologie russe. Il reste aussi évident que la théorie minérale est indispensable pour comprendre les acteurs de ces milieux nutritifs potentiels. Le vieux chimiste et agronome Liebig, toujours actif, a lu avec intérêt les premiers travaux pertinents de Grandeau, il en approuve la teneur et la pertinence de la démarche scientifique, en lui écrivant depuis Munich une lettre de félicitation.

## Défense et illustration des stations agronomiques
Il devient inspecteur général des stations agronomiques en 1881.
D'autres stations agronomiques voient à cette époque le jour à Nice, Melun, Pointe-à-Pitre et Gembloux (Belgique). Le premier Congrès international des directeurs de stations agronomiques se tient à Versailles à partir du 20 septembre 1881, Louis Grandeau est le commissaire général. Onze pays participent à ce congrès. Le problème de la fraude ainsi que les méthodes de contrôle des aliments du bétail et des semences sont évoquées. Il est décidé de la création d'une revue : les Annales de la science agronomique française et étrangère souvent abrégées en Annales agronomiques qui paraitront de 1884 à 1980. Cette revue est l'ancêtre de la revue Agronomie.
Louis Grandeau organise aussi le congrès international des stations agronomiques en 1889 et 1900. Durant cette dernière, il est chargé du rapport général sur l'Agriculture de l'Exposition Universelle de Paris. Le rapporteur général de l'agriculture à l'exposition universelle de 1900 livre avec ses collaborateurs une étude des institutions agricoles dans le monde entier, ce qui lui vaut la médaille d'or de la société française d'agriculture.
La station agronomique de l'Est est transférée à Paris, au Parc des Princes en 1891 et des essais de fumure sont mis en place.
Ce chercheur devient tardivement en 1898 membre de la Société nationale et centrale d'agriculture de France alors que depuis de nombreuses années, il appartenait à la Société royale d'agriculture d'Angleterre, à celles de Bavière et de Suède.

## Un professeur, attelé à l'édition scientifique et à la grande vulgarisation
En 1861, l'étudiant thésard participe à la fondation du journal Le Temps et collabore à sa rédaction pendant plus de quarante ans, ces principaux articles réguliers ne sont néanmoins publiés que de 1880 à 1910. Dès 1867, il fournit des contributions au périodique Le Journal d'agriculture pratique. Il en prend la tête, en tant que directeur de publication de 1893 à 1911. Après la Grande Guerre, ces publications très détaillées ont été adaptées sous des formes éditoriales populaires multiples au jeune public. Louis Grandeau a fait école auprès du grand public populaire, souvent encore quelques décennies après sa disparition.
Il publie régulièrement ses résultats dans les Annales de la station agronomique de l'Est, dans les Annales de la Société agronomique française ainsi que dans le Journal d'agriculture pratique.
L'œuvre agronomique de Louis Grandeau témoigne de l'apogée de l'école forestière de Nancy, de 1871 à 1910. En agronomie, c'est aussi un personnage clef entre Jean-Baptiste Boussingault et Albert Demolon.

## Distinctions
- Officier de l'Instruction publique
- Commandeur de la Légion d'honneur (décret du 11 décembre 1900)
- Commandeur de l'ordre du Mérite agricole (1900)

## Quelques publications ou ouvrages par ordre chronologique
- Recherches sur la présence du rubidium et du caesium dans les eaux naturelles, les minéraux et les végétaux... : Paris : Mallet-Bachelier, 1862 (Thèse présentée à la Faculté des sciences de Paris pour le doctorat ès sciences physiques)
- Stations agronomiques et laboratoires agricoles : but, organisation, installation, personnel, budget et travaux de ces établissements, 1869 [8]
- Les Engrais industriels et le Contrôle des stations agronomiques, Annales de la Société centrale d'agriculture de Meurthe-et-Moselle, Paris, Berger-Levrault, 1873, 81 p.
- Instruction pratique sur le calcul des rations alimentaires des animaux de la ferme, Paris, Librairie agricole de la Maison rustique, 1876, 52 p.
- Traité d'analyse des matières agricoles, Paris, Berger-Levrault, 1877, 487 p.
- Chimie et physiologie appliquées à la sylviculture (travaux 1868 à 1878), in Annales de la station agronomique de l'Est, Paris, Berger-Levrault, 1878, 414 p.
- Cours d'agriculture de l'Ecole forestière, Paris, Berger-Levrault, 1879, 624 p.
- L'Épuisement du sol et les Récoltes, Paris, Hachette, 1889, 221 p.
- La Nutrition animale, Paris, Firmin-Didot, 1893, 403 p.
- Les Scories de déphosphoration (phosphate Thomas-Gilchrist), Origine et composition des scories, production,... application... , Paris : imprimerie de C. Pariset, 1896
- Le Sucre et l'Alimentation de l'homme et des animaux, Annales de la société agronomique française et étrangère, Paris, Berger-Levrault, 1899, 55 p.
- Conservatoire national des arts et métiers, Cours d'agriculture, Paris, Imp. nationale, 1902, 21 p.
- Les Cultures de printemps et le Nitrate de soude, Paris, imp. Pariset, 1902, 23 p.